# Благовещенский (Курская область)
Благове́щенский — посёлок в Железногорском районе Курской области России. Входит в состав Волковского сельсовета.

## География
Расположен в 8 км к северо-востоку от Железногорска на левом берегу реки Рясник, почти на самой границе с Орловской областью.

## История
В 1926 году в посёлке было 17 дворов, проживал 101 человек (46 мужчина и 55 женщины). В то время Благовещенский входил в состав Волковского сельсовета Волковской волости Дмитровского уезда Орловской губернии. В 1928 году вошёл в состав Михайловского (ныне Железногорского) района. В 1937 году в Благовещенском по-прежнему было 17 дворов. Во время Великой Отечественной войны, с октября 1941 года по февраль 1943 года, находился в зоне немецкой оккупации.
В 1930-е — 1940-е годы жители Благовещенского трудились в колхозе «Новая Жизнь», центральная усадьба которого находилась в соседнем посёлке Новая Жизнь. В 1950 году колхоз был присоединён к более крупной артели имени Мичурина (центр в деревне Рясник).

## Население
| 1926 | 1979 | 2002 | 2010 |
| ---- | ---- | ---- | ---- |
| 101  | ↘25  | ↘12  | ↘8   |